# Niclas Jonasson

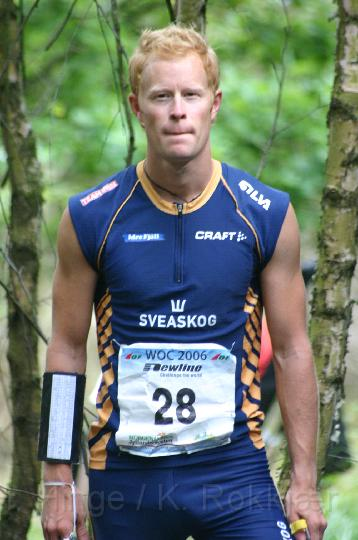
Niclas Jonasson, 2006

Niclas Jonasson (* 14. Juni 1976 in Bengtsfors) ist ein ehemaliger schwedischer Orientierungsläufer. Jonasson gewann zwei Weltmeister- und einen Europameistertitel.
Jonasson startete bereits bei den Europameisterschaften 2000 und bei den World Games 2001, bei denen er Sprint-Vierter wurde.
2003 gewann er in der Schweiz seinen ersten Weltmeistertitel. Mit der schwedischen Staffel, in der neben ihm noch Mattias Karlsson und Emil Wingstedt liefen, gewann er Gold vor Finnland und Großbritannien. Bei der folgenden Weltmeisterschaft 2004 in Schweden gewann er das Sprintrennen und gewann Bronze mit der schwedischen Staffel. 2006 wurde er mit Peter Öberg und David Andersson Staffel-Europameister und Staffel-Dritter bei den Weltmeisterschaften. 
2002 und 2006 gewann Jonasson die schwedische Langdistanzmeisterschaft, 2004 die Meisterschaft mit der Staffel von Södertälje-Nykvarn Orientering.

## Platzierungen
| Weltmeisterschaften | Sprint | Mittel | Lang | Staffel |
| ------------------- | ------ | ------ | ---- | ------- |
| 2003 Rapperswil     |        |        | 19.  | 1.      |
| 2004 Västerås       | 1.     |        |      | 3.      |
| 2005 Aichi          | 11.    |        | 9.   | 4.      |
| 2006 Aarhus         |        |        | 23.  | 3.      |
| 2007 Kiew           |        |        | 34.  |         |

| Europameisterschaften | Sprint | Mittel | Lang | Staffel |
| --------------------- | ------ | ------ | ---- | ------- |
| 2000 Truskawez        |        | 39.    |      |         |
| 2004 Roskilde         | 12.    |        | 24.  |         |
| 2006 Otepää           | 15.    | 14.    |      | 1.      |

| Junioren-WM  | Sprint | Mittel | Lang | Staffel |
| ------------ | ------ | ------ | ---- | ------- |
| 1995 Horsens |        | 33.    | 59.  |         |
| 1996 Govora  |        | 4.     | 27.  | 6.      |

| Gesamt-Weltcup | Gesamt-Weltcup |
| -------------- | -------------- |
| 1998           | 20.            |
| 2000           | 12.            |
| 2002           | 86.            |
| 2004           | 6.             |
| 2005           | 13.            |
| 2006           | 15.            |
| 2007           | 43.            |